# Verrijzenis van onze Heer Jezus Christuskerk (Geleen)
De Verrijzenis van onze Heer Jezus Christuskerk is een voormalige parochiekerk in Geleen, gelegen aan Potterstraat tussen 3 en 4.

## Geschiedenis
De parochie werd gesticht in 1959, toen Geleen zich sterk uitbreidde en men een grote nieuwe wijk verwachtte. In 1960 werd een bakstenen noodkerk in gebruik genomen, die sober van aard was en enigszins achteraf tussen de huizen stond. In 1965 werd echter de mijnsluiting aangekondigd en reeds in 1967 ging de Staatsmijn Maurits dicht. De uitbreidingsplannen gingen voorlopig niet door en ook de definitieve kerk werd nimmer gebouwd. Vergrijzing en ontkerkelijking leidden er toe dat de Verrijzeniskerk in 2010 werd onttrokken aan de eredienst, waarna de Sint-Vincentiusvereniging van Geleen zich in het gebouw vestigde.

## Gebouw
Het betreft een bakstenen, in sobere basilicastijl uitgevoerd, kerkgebouw met een zeer klein dakruitertje boven het koor.